# Alysa Stanton
Alysa Stanton, née le 2 août 1963  à Cleveland, est la première femme afro-américaine ordonnée rabbine aux États-Unis.
Convertie au judaïsme à l'âge de 24 ans, elle étudie et exerce d'abord en tant que psychothérapeute.
Le 6 juin 2009, elle devient la première femme afro-américaine ordonnée rabbin. En août, elle prend la tête de la Congrégation Bayt Shalom à Greenville, en Caroline du Nord, devenant la première rabbin afro-américaine à diriger une communauté majoritairement blanche.

## Biographie

### Origine et enfance
Alysa Stanton naît le 2 août 1963  à Cleveland, où elle grandit au sein d’une famille chrétienne pentecôtiste. Sa mère, bien qu'attachée à la religion, lui laisse la liberté d’explorer différentes traditions spirituelles. 
À 9 ans, elle contacte un prêtre pour lui enseigner la Kabbale, branche mystique du judaïsme. À 10 ans, c’est son oncle catholique, polyglotte, qui lui offre un manuel de grammaire hébraïque, qu’elle conserve encore aujourd’hui. Cette première rencontre avec l’hébreu et la culture juive nourrit un intérêt profond qui influencera son parcours religieux et professionnel.
L’année suivante, sa famille s’installe à Cleveland Heights, dans une communauté juive. Elle y accompagne parfois son oncle aux offices et y récite occasionnellement des prières en hébreu, renforçant son lien avec cette tradition.
En parallèle de son éveil spirituel, Alysa Stanton, issue d’une famille de musiciens, développe une passion pour la musique et chante dans un groupe chrétien durant son adolescence.

### Études
En 1987, à 24 ans, après deux années d'étude auprès d'un rabbin orthodoxe, Alysa Stanton se convertit au judaïsme tout en poursuivant ses études à l'université d'État du Colorado (CSU), où elle obtient un diplôme en psychologie l'année suivante. Son choix est mal accueilli par son entourage, entraînant une rupture avec une partie de sa famille et de ses amis.
En 1992, elle obtient une maîtrise en éducation à la CSU, puis une licence professionnelle de conseillère en 1998.

#### Parcours rabbinique et défis
En 2002, Alysa Stanton intègre le Hebrew Union College – Jewish Institute of Religion, débutant ses études à Jérusalem avant de les poursuivre à Cincinnati. Son séjour en Israël est marqué par des discriminations : sa demande de prolongation de visa étudiant est refusée sans explication, et sa fille subit du harcèlement scolaire. Face à ces épreuves, elle envisage d’abandonner sa formation, mais un geste bienveillant d’une voisine lui apporte un soutien inattendu.
De retour aux États-Unis, elle poursuit son apprentissage et effectue un stage d’été dans une congrégation juive à Dothan. Son arrivée suscite des réactions mitigées, mais son engagement lui permet de gagner la confiance de la communauté. Malgré des problèmes de santé l’obligeant à utiliser un fauteuil roulant et retardant l’obtention de son diplôme, elle reçoit le soutien du rabbin Steven E. Foster, qui l’encourage à poursuivre son parcours,.
EIle est ordonné le 6 juin 2009 au temple Plum Street de Cincinnati, un lieu de culte parmi les plus anciens du pays. Le lendemain, elle obtient une maîtrise en lettres hébraïques et devient la première femme afro-américaine ordonnée rabbin dans le judaïsme réformé,.

### Carrière
Avant d'entamer son parcours rabbinique, Alysa Stanton travaille comme psychothérapeute à Aurora, dans le Colorado, où elle se spécialise dans l’accompagnement des enfants victimes de maltraitance et de négligence.
En 1999, après la fusillade de Columbine, elle intervient en tant que secouriste à l'école secondaire de Columbine à Littleton,. Cette expérience marquante l’amène à réfléchir à d'autres façons d'accompagner les personnes en difficulté.
En constatant la prédominance masculine dans les rôles de leadership de sa synagogue, elle est inspirée par une femme hazzan et entame des études en séminaire en 2001. Son parcours l’amène à questionner les tensions entre le christianisme et le judaïsme, ainsi que les relations entre Afro-Américains et juifs blancs aux États-Unis,.

#### Ministère à Bayt Shalom
En août 2009, Alysa Stanton prend ses fonctions de rabbin à la Congrégation Bayt Shalom, une synagogue de 60 familles à Greenville, en Caroline du Nord, affiliée aux courants conservateur et réformé. Son poste est à temps partiel et sans avantages sociaux, la synagogue reposant en grande partie sur le bénévolat. 
Au cours de son mandat, elle introduit la musique dans les offices et encourage le dialogue interreligieux. Elle participe également au développement du programme de b’nai mitzvah et à l’amélioration de l’école religieuse, ce qui contribue à l’accueil de nouvelles familles. Son contrat s’achève en 2011, année où elle fait face à des problèmes de santé liés à une intervention chirurgicale.
Après cette expérience, Alysa Stanton s'investit en dehors des cadres rabbiniques traditionnels, intervenant lors de conférences et prenant part à des initiatives interreligieuses et éducatives. En mai 2021, elle intervient en tant que rabbin invitée au Monmouth Reform Temple et anime un programme explorant le Tikkun Olam à travers les récits contemporains et les enseignements de la Torah.

#### Dynamiques et tensions entre les communautés noires et juives
Lors de son ordination en juin 2009, Alysa Stanton est confrontée à des tensions et des menaces, notamment des insultes de manifestants visant sa fille adoptive ainsi que la réception d’une lettre anonyme contenant un message menaçant. Malgré ces attaques, elle reste déterminée : « Mon Dieu est plus grand. Je refuse d’être enfermée dans une case ».
Son parcours s’inscrit dans un contexte de relations parfois marquées par des tensions entre Afro-Américains et juifs américains. Bien que ces communautés aient collaboré par le passé, notamment durant le mouvement des droits civiques, des divergences apparaissent à la fin des années 1980 et au début des années 1990. Certaines figures publiques, dont Louis Farrakhan, accusent les juifs d’avoir joué un rôle dans la traite négrière, et les émeutes de Crown Heights en 1991 contribuent à accentuer ces tensions.

Dans ce contexte, Alysa Stanton fait face à des réactions contrastées. Certains membres de la communauté afro-américaine critiquent son choix de se convertir au judaïsme, perçu comme une tradition majoritairement blanche. Diane Tobin de l’Institute for Jewish and Community Research estime qu’environ 20 % des juifs américains sont issus de minorités raciales ou ethniques, une proportion notable étant afro-américaine, généralement par conversion, adoption ou mariage mixte.
Moi, j’ai choisi cette voie parce que c’était la mienne [...]Non seulement d’un point de vue religieux, mais aussi éthique, social et communautaire, cela avait une importance profonde pour moi. Dit-elle.
En parallèle, elle rencontre des réticences au sein de la communauté juive. Elle évoque notamment un sentiment d’isolement lorsqu’elle entre pour la première fois dans une synagogue au Colorado.

### Vie privée
En 2002, Alysa Stanton adopte une fille de 14 mois, Shana, qu'elle élève seule pendant plusieurs années, suivant ainsi un parcours différent de nombreux convertis au judaïsme souvent motivés par un mariage.
En 2009, elle épouse un homme juif, avec qui elle mène une vie respectant les traditions juives, notamment l'observance du Shabbat et la cacherout.
Son nom hébraïque est Rabah Eliana Eliza Bat Avraham, qui signifie « fille d'Anne et Avraham ». Selon elle, Eliza signifie « Dieu a répondu et m'a apporté de la joie », tandis que Stanton se traduit par « d'une grande valeur ».